# This Love (canción de Taylor Swift)
«This Love» —en español: «Este amor»— es una canción escrita y grabada por la cantante y compositora estadounidense Taylor Swift para su quinto álbum de estudio, 1989 (2014). Swift produjo la canción junto a Nathan Chapman, quién había producido sus álbumes anteriores. Una balada con influencias de soft rock, electro y synth pop, «This Love» contiene metáforas de desamor y un resurgimiento de un romance desvanecido. Después del lanzamiento de 1989, la pista se posicionó en la lista Canadian Hot 100 y en Bubbling Under Hot 100 Singles. Fue certificado platino por la RIAA por un millón de unidades equivalentes.
En críticas del álbum, se destacó la producción de la canción, mientras otros la consideraron memorable. Una regrabación de la canción, titulada «This Love (Taylor's Version)», fue lanzada el 6 de mayo de 2022, bajo el sello de Republic Records. La misma está presente en un tráiler de la serie El verano en que me enamoré, de Prime Video. La regrabación es parte del plan de Swift de regrabar su antiguo catálogo, siguiendo la disputa sobre la propiedad de los másteres de sus primeros seis álbumes. La misma recibió elogio de críticos, quienes destacaron la mejora en la producción y vocales de la cantante.

## Antecedentes y lanzamiento

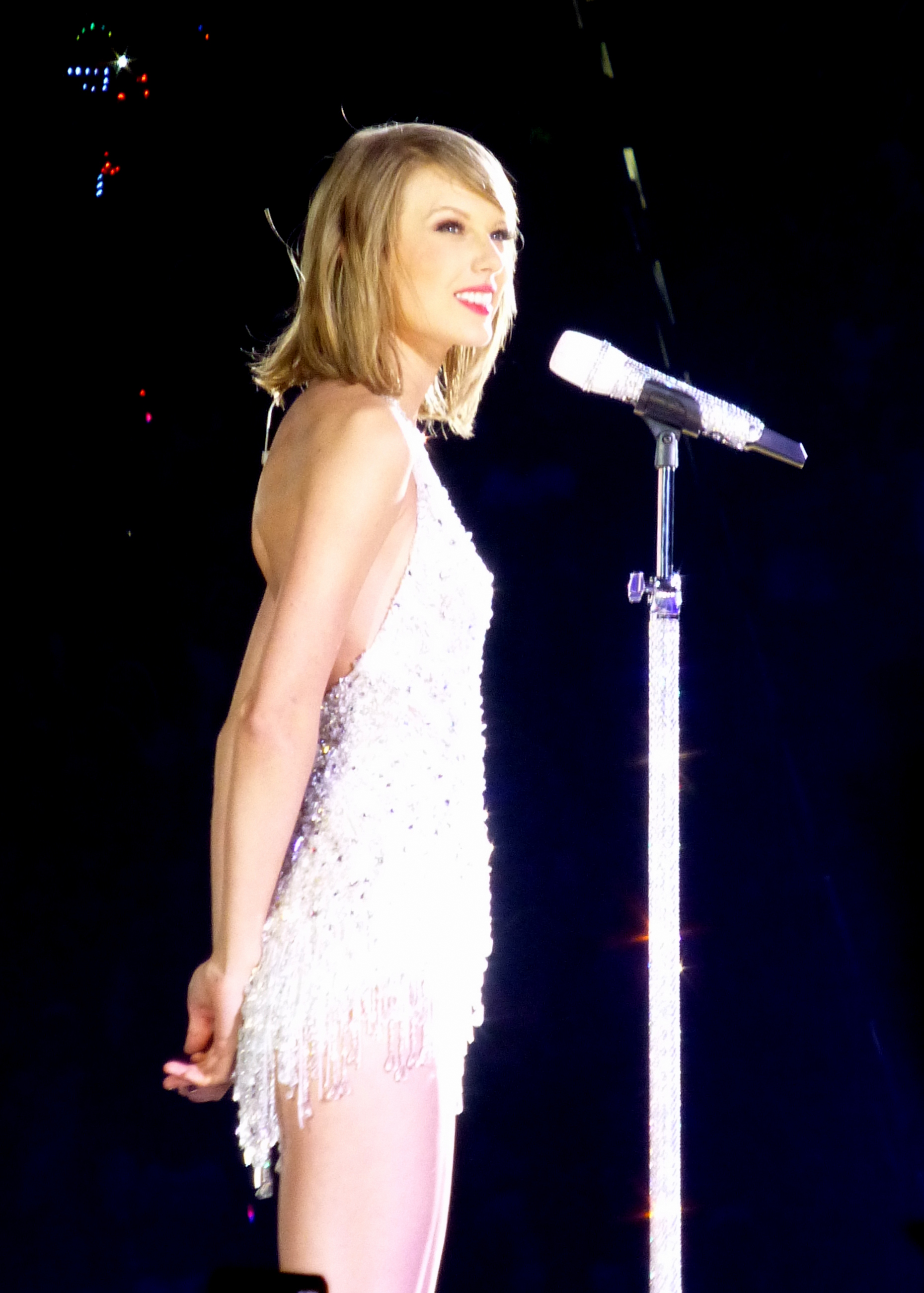
Swift actuando «This Love» en The 1989 World Tour en 2015

Taylor Swift, cantante y compositora estadounidense, conocida como artista de country con anterioridad al lanzamiento de su cuarto álbum de estudio, Red (2012). Muchos de las canciones del álbum incorporan predominantemente pop o rock, un resultado del deseo de la cantante de experimentar con los géneros. Esto incitó un debate de medios de comunicación sobre la validez de su estado como artista de country. Para su álbum próximo, 1989, decidió grabar pop descarado y apartarse del estilo country que la caracterizaba. Comenzó a escribir las canciones para el álbum simultáneamente a su gira mundial para la promoción de Red.
This Love fue la primera canción escrita para 1989, y la única del álbum que Swift compuso en solitario. Según las notas del álbum,  lo hizo el 17 de octubre de 2012, cuándo se encontraba en Los Ángeles. Inicialmente veía la canción como un "poema corto y divertido" en su diario personal; cuándo se le ocurrió una melodía, optó por convertir el poema en una canción. Con este fin, ella necesitó la ayuda de su colaborador Nathan Chapman, quién había producido todo de sus álbumes anteriores, para coproducir la pista con ella. Fue la única canción de 1989 producida por Chapman. La pista fue grabada en Pain in the Art Studio en Nashville, Tennessee, y mezclado por Serban Ghenea en MixStar Estudios en Virginia Beach, Virginia.
1989 fue lanzado el 27 de octubre de 2014, bajo Big Machine Records; donde «This Love» se encuentra en el lugar número 11. Después del lanzamiento, Swift incluyó la canción en la lista de para el tour mundial para la promoción del álbum, el cual empezó el 5 de mayo de 2015. Siete meses después, la pista apareció de fondo para un anuncio de Navidad de Victoria's Secret. Swift más tarde actuó la versión acústica de la canción como "canción de sorpresa" en el primer show de Atlanta de su Reputation Stadium Tour, en 2018.

## Canción y letra
La canción es una atmosférica balada electrónica, con un sonido familiar de poderosas baladas lanzadas en los 80s. El escritor de Rolling Stone Rob Sheffield dijo que la canción igualmente combinó elementos de música acústica y música electrónica—"mitad introspección acústica, mitad reverberación electro". En una reseña de 1989,  comparó el sonido de la pista a esa canción de 1989 de Bon Jovi, «I'll Be There for You». Abby Jones de Consequence clasifica «This Love» como synth-pop, mientras que Matthew Horton de NME dijo que incorpora elementos del «soft rock».
Con una duración de alrededor de cuatro minutos, «This Love» es una de las pistas más lentas en el álbum. La canción presenta una instrumentación que incluye synths y complexiones arriba del tiempo para crear un sentido de melodrama. Está acompañado por, en las palabras de Katie Hastly de Uproxx, una "fluida, suntuosa" armonía; Swift usa una técnica de double tracking para poner énfasis en su voz. Ella interpreta la canción con una entrega vocal sin aliento, según Sam Lansky, un escritor de Time.
Swift lamentó sobre sentimientos de desamor en las letras de la canción: «Lantern, burning, flickered in my mind for only you / But you were still gone, gone, gone.» Jon Caramanica, un crítico de música para The New York Times, interpretó las acciones descritas en la pista como expresadas en llanto. Las letras presentan imaginería prominente de corrientes de océano, el cual la producción ayuda a visualizar. Analizando la canción en una review de 1989, Forrest Wickman de Slate argumentó que las olas del océano servían como metáfora para un amor que vuelve a alguien: «[«This Love»] es sobre esperar que, si lo dejaste ir, el amor volverá a ti justo como la marea.»
La canción presenta un modo melancólico, el cual citó Hannah Mylrea de NME y nombró a «This Love» como «momento de llanto» en 1989. Por otro lado, Sam Lansky de la revista Time argumentó que la pista era más esperanzadora que angustiante, creyendo que su coro lo proporciona con alguna vivacidad. En una entrevista con PopCrush, Swift comentó que la misma era «hipnótica, de alguna manera» y describió su atmósfera como «relajada y anhelante».

## Recepción
Rob Sheffield de Rodar Stone seleccionó «This Love» como una de las tres mejores pistas de 1989, junto con «How You Get the Girl» y «Clean». En una revisión del álbum para MusicOMH, el crítico Shane Kimberline la nombró como la mejor canción del álbum, enfatizando en el coro y clásicas letras. Marah Eakin deThe A.V. Club no fue tan entusiasta, considerándola como una de las canciones más débiles del álbum comparándola a la producción del resto del álbum. Mikael Wood de Los Angeles Times tuvo problemas con las letras genéricas, y Corey Beasley de PopMatters consideró la balada como fuera de lugar para el sonido global del álbum.

## Créditos y personal
Los créditos están adaptados de las notas de 1989.
- Taylor Swift – voz principal, composición, producción, guitarra acústica
- Nathan Chapman – producción, bajo, guitarra eléctrica, teclado, ingeniería de grabación
- John Hanes – ingeniería de grabación
- Serban Ghenea – mezcla

## Posicionamiento en listas y certificación
| Listas (2014)                                   | Mejor posición |
| ----------------------------------------------- | -------------- |
| Canadá (Canadian Hot 100)                       | 84             |
| Estados Unidos (Bubbling Under Hot 100 Singles) | 19             |

### «This Love (Taylor's Version)»
Una versión regrabada de «This Love», titulada «This Love (Taylor's Version)», fue lanzada por Swift el 6 de mayo de 2022, vía Republic Records. La canción es parte de la música regrabada por la cantante siguiendo la disputa sobre la propiedad de los másteres de su antigua discografía. Los críticos alabaron los vocals y notó una tendencia de rock indie aumentada en la canción.

### Antecedentes y lanzamiento
Siguiendo una disputa con Big Machine Records en 2019 sobre los derechos de los másteres de sus primeros seis álbumes de estudio, incluyendo 1989, la cantante anunció su objetivo de regrabar cada uno de estos álbumes. Un fragmento de «This Love (Taylor's Version)» fue presentado en el tráiler de The Summer I Turned Pretty, serie original de Prime Video, liberado el 5 de mayo de 2022.
Poco después del lanzamiento del tráiler, Swift lo publicó a sus redes sociales, anunciando la fecha del lanzamiento de la canción para el día siguiente, el 6 de mayo. Junto al sencillo digital solo, también fue lanzada The Old Taylor Collection, mercancía con productos de 1989 y Speak Now, confundiendo seguidores en cuanto a cuál álbum liberaría próximamente. Además, "The Old Taylor" referencia a un verso de su sencillo de 2017 Look What You Made Me Do, el cual aparece en Reputation, otro álbum por regrabarse.

### Recepción
Abby Jones de Consequence escribe; «This Love (Taylor's Version)» lleva la versión de 2014 «de un synth-pop lento a un viaje cinematográfico en toda regla, apto para un montaje de mayoría de edad lleno de fuegos artificiales, primeros besos y largos paseos por la playa». Al mismo tiempo, Tomás Mier y Kar Bouza de Rolling Stone ponen el énfasis en la voz de Swift comparándola con la anterior versión; opinaron que su voz «nació para brillar», y es «más fuerte y rezuma con una resonancia exuberante» en la versión regrabada, la cual sintieron que fue más hacia el rock indie que la original. María Luisa Paúl de The Washington Post opina que la regrabación tiene una vibra más indie.

### Listado de pista
Descarga digital y streaming
1. «This Love (Taylor's Version)» – 4:10
2. «Wildest Dreams (Taylor's Version)»– 3:40

### Créditos y personal
Los créditos están adaptados de Tidal.
- Taylor Swift – voz principal. composición, producción
- Christopher Rowe – producción, ingeniería vocal
- Matt Billingslea – batería
- Max Bernstein – sintetizador
- Amos Heller – bajo
- Mike Meadows – guitarra acústica
- Paul Sidoti – guitarra eléctrica
- Derek Garten – edición, ingeniería de grabación
- Bryce Bordon – ingeniería de grabación
- David Payne – ingeniería de grabación
- Lowell Reynolds – edición, asistente de ingeniería de grabación
- Dan Burns – asistente de ingeniería
- Serban Ghenea – mezcla
- Randy Merrill – ingeniería de grabación

## Historial de lanzamiento
| Región | Fecha             | Formato(s)                   | Versión          | Sello(s) discográfico(s) | Ref.   |
| ------ | ----------------- | ---------------------------- | ---------------- | ------------------------ | ------ |
| Varios | 6 de mayo de 2022 | Descarga digital · streaming | Taylor's Version | Republic Records         | [ 24 ] |